# A Bigger Splash
Pour les articles homonymes, voir A Bigger Splash (homonymie).
A Bigger Splash est une peinture de l'artiste britannique David Hockney réalisée en 1967.

## Description
A Bigger Splash est une peinture acrylique sur toile d'une hauteur de 242,5 cm et d'une largeur de 243,9 cm.
Il représente une villa et une piscine, dans laquelle un jet indique l'endroit où une personne a plongé.

## Historique
David Hockney peint A Bigger Splash en 1967.
Le tableau est conservé à la Tate Gallery de Londres (Royaume-Uni).
Jack Hazan réalise en 1973 un film documentaire sur David Hockney, intitulé également A Bigger Splash.